# Ramón Ramírez (beisbolista dominicano)
Ramón Santo Ramírez (Puerto Plata, 31 de agosto de 1981) es un lanzador relevista dominicano de Grandes Ligas que pertenecía a los Mets de Nueva York. Anteriormente jugó para los Rockies de Colorado, Reales de Kansas City, Medias Rojas de Boston y Gigantes de San Francisco. Actualmente juega en la LMB, con Tigres de Quintana Roo de la Zona Sur como cerrador oficial. Ramírez lanza una recta, una curva, y un splitter.

## Carrera en Japón
Ramírez asistió a la academia de Hiroshima Toyo Carp en la República Dominicana en el año 2000, debutando con el equipo en el 2002. Apareció en sólo dos partidos con el equipo antes de ser colocado en el Posting system (sistema de subasta) en 2003. La oferta ganadora fue colocada por los Yankees de Nueva York, quienes lo asignaron a su sistema de ligas menores.

## Grandes Ligas

### Colorado Rockies
En julio de 2005, los Yankees lo enviaron a los Rockies de Colorado junto al jugador de ligas menores Eduardo Sierra por Shawn Chacón. Ramírez hizo su debut en las Grandes Ligas con los Rockies de Colorado el 14 de abril de 2006, contra los Filis de Filadelfia. En su temporada de novato en 2006, Ramírez estableció un récord dentro del equipo de los Rockies al registrar la racha más larga sin permitir carreras por un relevista que comienza su carrera. No permitió carreras en sus primeras 15 entradas y un tercio lanzadas. Su racha terminó el 15 de mayo de 2006, cuando Nomar Garciaparra de los Dodgers de Los Ángeles bateó un sencillo productor anotando el lanzador Brett Tomko desde la tercera base.
Ese mismo año, Ramírez fue galardonado con el Premio Roberto Clemente, por su ardua labor humildad y gran contribución a la sociedad dominicana.

### Kansas City Royals
Fue canjeado a los Reales de Kansas City el 26 de marzo de 2008 por un jugador a ser nombrado más tarde (que más tarde resultó ser el lanzador mexicano Jorge de la Rosa). Lanzó en 71 partidos para los Reales con una efectividad de 2.64. Logró su primer salvamento de Grandes Ligas el 4 de septiembre ante los Atléticos de Oakland.

### Boston Red Sox
El 19 de noviembre de 2008, Ramírez fue cambiado a los Medias Rojas de Boston por el jardinero central Coco Crisp.

### San Francisco Giants
El 31 de julio de 2010, fue canjeado a los Gigantes de San Francisco. Junto con su compañero Javier López, jugó un papel integral en el bullpen de los Gigantes que les ayudaría a ganar su primer campeonato mundial desde 1954.
Ramírez permaneció en el bullpen de los Gigantes durante la temporada 2011, publicando una efectividad de 2.62 y 2.94 en Estadística de Pitcheo Independiente de la Defensa (en inglés Defense Independent Pitching Statistics).

### New York Mets
Los Gigantes canjearon a Ramírez y Andrés Torres a los Mets de Nueva York por Ángel Pagán el 7 de diciembre de 2011. Ramírez evitó el arbitraje con los Mets firmando un contrato por un año y $2,65 millones de dólares con ellos el 17 de enero de 2012.

### Tigres de Quintana Roo
Ramón hizo pretemporada en el 2015 con los Tigres de la Liga Mexicana de Béisbol, sin embargo al iniciar la temporada regular fue movido con los Toros de Tijuana con quienes jugó 31 veces en las que salvó en 15 de 18 oportunidades. Para el término de la temporada regular fue cambiado a los Tigres de Quintana Roo, con quienes salvó 7 de 9 y tuvo una efectividad de 3,29 en 13 juegos. Los tigres pasaron a los playoffs y Ramón fue el cerrador del club, con los cuales obtuvo el campeonato de la Liga Mexicana de Béisbol 2015 jugando la Serie Final.

## Estilo
Ramírez lanza tres lanzamientos: una recta, un cambio de velocidad, y un slider. Su recta oscila entre 92 y 94 kilómetros por hora, y Ramírez considera que es su mejor lanzamiento. Su cambio y su slider han sido descrito como "encima de la media" en los scouting reports.